# Phintys van Sparta
Phintys van Sparta (ca. 400 v.Chr.) was een pythagoreïsche filosofe. Ze was de dochter van Kallicrates en wordt genoemd als een van de veertien pythagoreïsche vrouwen in de Eclogae, een anthologie die Stobaeus schreef voor de opvoeding van zijn zoon. Er is weinig met zekerheid geweten over haar leven, en zelfs de veronderstelling dat ze tot de school van Pythagoras behoorde is onderwerp van controverse.

## Werk
Van haar filosofische werk Over de matiging bij de vrouwen zijn twee fragmenten bewaard gebleven, die terug te vinden zijn in het eerste deel van Mary Ellen Waite over de geschiedenis van vrouwelijke filosofen. Een van deze fragmenten is online te lezen in een Engelse vertaling met de titel Pandemonium and Silence at Corinth. Ze verdedigt hierin haar visie dat de grootste deugd van de vrouw matigheid moet zijn. Ze betoogt echter ook dat vrouwen net als mannen geschikt zijn voor het beoefenen van filosofie en ook voor andere beroepen die niet meteen als 'vrouwelijk' werden aangezien.
(citaat) "...Misschien vinden sommigen dat het niet bij een vrouw past om te filosoferen, evenmin als ze geschikt is om paard te rijden of om heftige toespraken te houden. maar ik denk dat, zo er mogelijk beroepen beter geschikt zijn voor een van de twee seksen, dat een aantal door beide kunnen worden uitgeoefend..."